# 虫
虫 (insecte) est un kanji composé de 6 traits qui fait partie des clés de base. Il fait partie des kyōiku kanji de 1re année.
Il se lit チユウ (chuu) ou キ (ki) en lecture on et むし (mushi) en lecture kun.
Son caractère Unicode est 866B.